# Nyakabingo (vattendrag i Burundi, Bururi)
Nyakabingo är ett vattendrag i Burundi.   Det ligger i provinsen Bururi, i den centrala delen av landet, 80 km sydost om huvudstaden Bujumbura.
I omgivningarna runt Nyakabingo växer huvudsakligen savannskog. Runt Nyakabingo är det ganska tätbefolkat, med 124 invånare per kvadratkilometer.